# گمینا بوژخوو
گمینا بوژخوو (به لهستانی:  Gmina Borzechów) یک گمینا در لهستان است، که در شهرستان لوبلین واقع شده‌ است. گمینا بوژخوو ۶۷٫۳۷ کیلومتر مربع مساحت و ۳٬۸۴۳ نفر جمعیت دارد.